# Alpiscorpius delta
Espèce
Alpiscorpius delta est une espèce de scorpions de la famille des Euscorpiidae.

## Distribution
Cette espèce est endémique d'Italie. Elle se rencontre en Lombardie, au Trentin-Haut-Adige et en Vénétie.

## Description
Le mâle holotype mesure 20,911 mm.

## Publication originale
- Kovařík, Štundlová, Fet & Šťáhlavský, 2019 : Seven new Alpine species of the genus Alpiscorpius Gantenbein et al., 1999, stat. n. (Scorpiones: Euscorpiidae). Euscorpius, no 287, p. 1-29 (texte intégral).